# Janiralata davisi
Janiralata davisi är en kräftdjursart som beskrevs av Menzies1951. Janiralata davisi ingår i släktet Janiralata och familjen Janiridae. Inga underarter finns listade i Catalogue of Life.